# 棋梓镇
棋梓镇，是中华人民共和国湖南省湘潭市湘乡市下辖的一个乡镇级行政单位。

## 行政区划
棋梓镇下辖以下地区：
万罗山社区、洞嘉社区、湖南韶峰集团社区、棋梓村、白云村、长元村、大富村、鹅石村、谷水村、荷风村、和平村、河洞村、黄岭村、金龙村、连山村、龙江村、炉塘村、梅花村、明和村、南岸村、泥溪村、坪湖村、坪塘村、普安村、杉坪村、杉山村、蛇潭村、峡山村、向阳村、小罗村、新和村、银塘村、余庄村、喻坊村、泽江村和湘乡溪口渔场村。